# The Soiled Doves of Tijuana
Pour plus de détails, voir Fiche technique et Distribution.
The Soiled Doves of Tijuana est un film français réalisé par Jean-Charles Hue et sorti en 2023.

## Fiche technique
- Titre : The Soiled Doves of Tijuana
- Réalisation : Jean-Charles Hue
- Scénario : Jean-Charles Hue
- Photographie : Jean-Charles Hue
- Montage : Matthieu Laclau
- Société de production : The Dark
- Durée : 82 minutes
- Date de sortie : France - 6 décembre 2023